# Jakub Ojrzyński
Jakub Ojrzyński (Warschau, 19 februari 2003) is een Pools voetbaldoelman die door Utsiktens BK van Liverpool FC wordt gehuurd. Hij is een zoon van voetbaltrainer Leszek Ojrzyński.

## Carrière
Jakub Ojrzyński speelde in de jeugd van Ajaks Częstochowa, GLKS Nadarzyn, Korona Kielce en Legia Warschau. In het seizoen 2018/19 zat hij enkele wedstrijden op de bank bij het tweede elftal van Legia, maar debuteerde niet. In 2019 maakte hij de overstap naar de jeugdopleiding van Liverpool FC. In het seizoen 2020/21 zat hij eenmaal op de bank bij de eerste selectie van Liverpool, tijdens de met 0-2 gewonnen uitwedstrijd tegen Sheffield United FC. In het seizoen 2021/22 werd hij verhuurd aan het Welshe Caernarfon Town. Hier debuteerde hij op 6 augustus 2021 in het betaald voetbal, in de met 0-3 gewonnen uitwedstrijd tegen Ruthin Town FC in het toernooi om de Welsh League Cup. Gedurende zijn verhuurperiode bleef hij dagelijks bij Liverpool trainen. In het seizoen erna werd Ojrzyński verhuurd aan het Poolse Radomiak Radom. Hier was hij reservekeeper en speelde hij zodoende maar één competitiewedstrijd en twee bekerwedstrijden. In de winterstop werd zijn verhuurperiode afgebroken. In het seizoen 2023/24 werd hij verhuurd aan FC Den Bosch. Hier begon hij als reservedoelman achter Joey Roggeveen, maar wist na enkele weken een basisplaats te veroveren. Later in het seizoen verloor hij deze basisplaats weer, waardoor hij in totaal elf wedstrijden voor Den Bosch speelde. In het seizoen 2024/25 werd hij verhuurd aan Spartakos Kitiou, een club op het derde niveau van Cyprus. Liverpool en Spartakos maakten echter een administratieve fout, waardoor Ojrzyński niet internationaal vrijgegeven werd en zodoende niet speelgerechtigd was. De verhuurperiode werd daarom al na twee maanden beëindigd. Sinds maart 2025 is hij verhuurd aan het Zweedse Utsiktens BK.

### Statistieken
| Seizoen                  | Club               | Land           | Competitie     | Competitie | Competitie | Beker | Beker | Overig | Overig | Totaal | Totaal |
| Seizoen                  | Club               | Land           | Competitie     | Wed.       | Dlp.       | Wed.  | Dlp.  | Wed.   | Dlp.   | Wed.   | Dlp.   |
| ------------------------ | ------------------ | -------------- | -------------- | ---------- | ---------- | ----- | ----- | ------ | ------ | ------ | ------ |
| 2018/19                  | Legia Warschau II  | Polen          | III Liga       | 0          | 0          | –     | –     | –      | –      | 0      | 0      |
| 2020/21                  | Liverpool FC       | Engeland       | Premier League | 0          | 0          | 0     | 0     | 0      | 0      | 0      | 0      |
| 2021/22                  | → Caernarfon Town  | Wales          | Cymru Premier  | 28         | 0          | 2     | 0     | 3      | 0      | 33     | 0      |
| 2022/23                  | → Radomiak Radom   | Polen          | Ekstraklasa    | 1          | 0          | 2     | 0     | –      | –      | 3      | 0      |
| 2023/24                  | → FC Den Bosch     | Nederland      | Eerste divisie | 11         | 0          | 0     | 0     | –      | –      | 11     | 0      |
| 2024/25                  | → Spartakos Kitiou | Cyprus         | C Kategoria    | 0          | 0          | 0     | 0     | –      | –      | 0      | 0      |
| 2025                     | → Utsiktens BK     | Zweden         | Superettan     | 3          | 0          | 0     | 0     | –      | –      | 3      | 0      |
| Carrièretotaal           | Carrièretotaal     | Carrièretotaal | Carrièretotaal | 43         | 0          | 4     | 0     | 3      | 0      | 50     | 0      |
| Bijgewerkt op 4 mei 2025 |                    |                |                |            |            |       |       |        |        |        |        |